# Josef Leitner (Politiker, 1972)

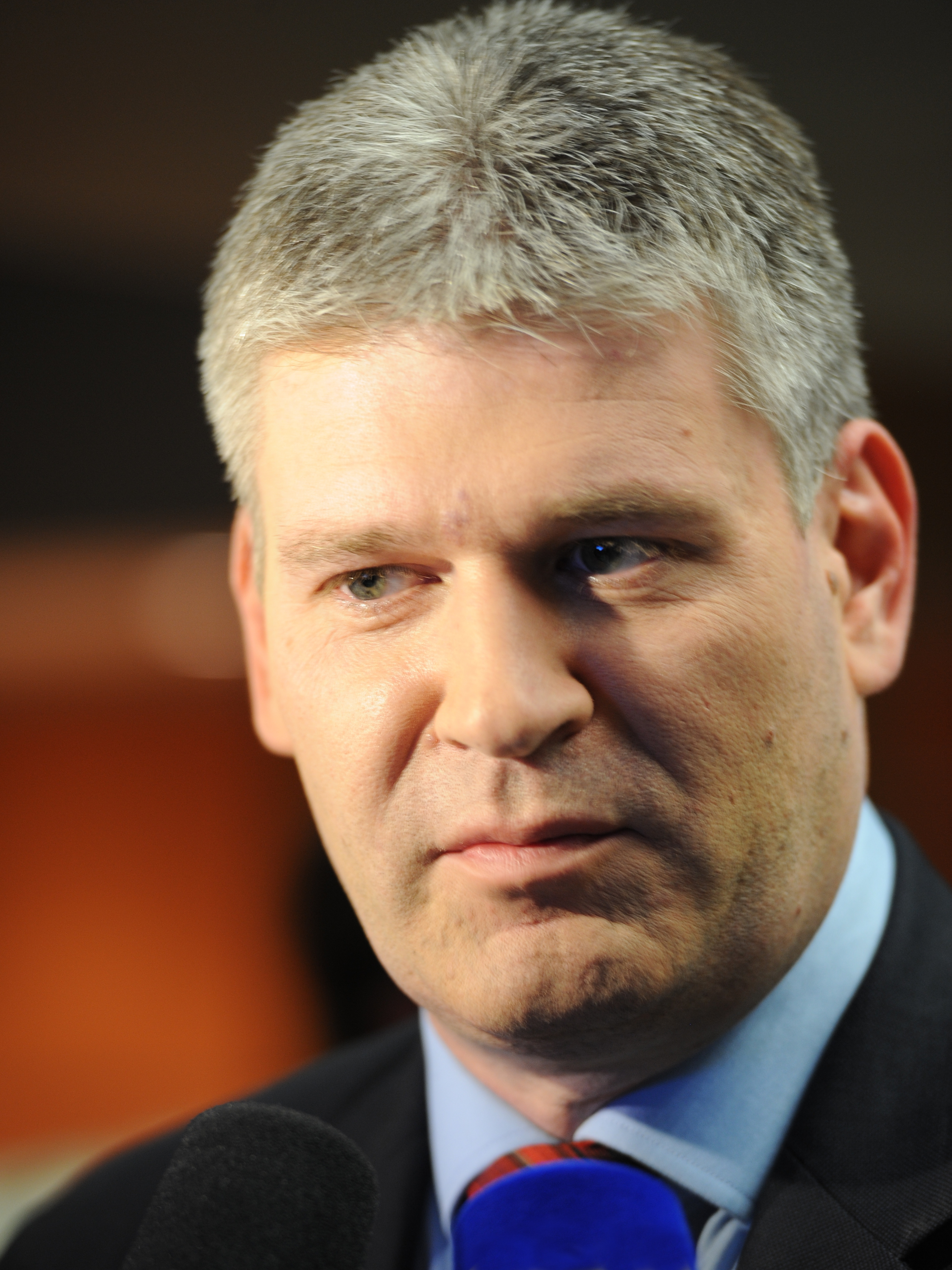
Josef Leitner 2013

Josef „Sepp“ Leitner (* 29. Jänner 1972 in Scheibbs, Niederösterreich) ist ein österreichischer Politiker (SPÖ) und seit 10. April 2019 Bürgermeister der Stadt Wieselburg.
Von 2008 bis 2013 war er Landesparteivorsitzender der SPÖ Niederösterreich und 2. Landeshauptmann-Stellvertreter (Landesregierung Pröll V). Von 1996 bis 2000 sowie von 2015 bis 2019 war er Gemeinderat der Stadt Wieselburg und von 2000 bis 2008 ebendort Stadtrat.

## Ausbildung
Sepp Leitner besuchte von 1986 bis 1991 die HLBLA Francisco Josephinum, mit der Fachrichtung Landtechnik. Anschließend studierte er von 1992 bis 1995 Sozial- und Wirtschaftswissenschaften (Fachrichtung Sozialwirtschaft). Seine Diplomarbeit verfasste er über das Thema Neue Arbeitszeiten – Eine österreichische Diskussion. In den Jahren 1995 bis 1996 erfolgte sein Doktoratsstudium der Sozial- und Wirtschaftswissenschaften. Seine Dissertation war über Die Kybernetik des Sozialsystems Gemeinde – Bedingungen der Stabilität eines demokratischen Systems, womit er seinen Doktor der Sozial- und Wirtschaftswissenschaften erlangte.

## Beruflicher Werdegang
Er war von 1996 bis 1998 als Geschäftsführer des Vereines Transjob tätig (Geschäftsfeld: Beschäftigungs- und Qualifizierungsmaßnahmen im Mostviertel) und wurde von 1998 bis 2000 Mitarbeiter der Unternehmensberatungsfirma WertImpulse.
Von 2000 bis 2007 war er als betriebswirtschaftlicher Referent der AKNÖ tätig und von 2007 bis 2008 Landesgeschäftsführer der SPÖ Niederösterreich.
Seit 2013 leitet Leitner bei der AKNÖ die Abteilung für die Ausbildung von Betriebsräten und Funktionären.

## Politischer Werdegang

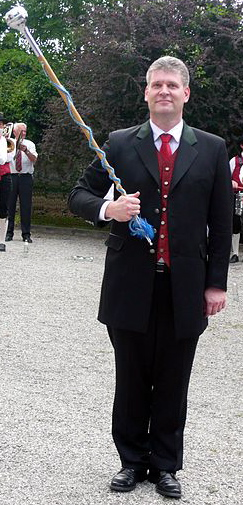
Josef Leitner im Juli 2010

Sepp Leitner war von 1996 bis zum Jahr 2000 Gemeinderat der Stadt Wieselburg und von 2000 bis 2008 Stadtrat für wirtschaftliche Angelegenheiten. Im Jahr 2007 wurde er Landesgeschäftsführer der SPÖ NÖ. Nach der Landtagswahl 2008 wurde er als Nachfolger von Heidemaria Onodi zum Landesparteivorsitzenden sowie Landeshauptmannstellvertreter in der Landesregierung Pröll V gewählt. Seine Funktion im Gemeinderat der Stadt Wieselburg sowie seine Funktion als Landesgeschäftsführer der SPÖ NÖ legte er im Jahr 2008 zurück. Nach der Landtagswahl in Niederösterreich trat er am 3. März 2013 von seinem Amt als Landesparteivorsitzender zurück.
Ab 2015 war Leitner wieder Gemeinderat in der Stadt Wieselburg, im April 2019 folgte er Günther Leichtfried als Bürgermeister von Wieselburg nach.

## Privates
Josef Leitner lebt in Wieselburg. Er ist verheiratet und hat drei Kinder.